# Старково (Берёзовский район)
Старково — деревня в Берёзовском районе Пермского края. Входит в состав Переборского сельского поселения.

## Географическое положение
Деревня расположена на левом берегу реки Шаква (правый приток реки Сылва), к северу от райцентра, села Берёзовка.

## Население
| 2010 | 2014 | 2015 | 2016 |
| ---- | ---- | ---- | ---- |
| 14   | ↗20  | ↘19  | ↘18  |

## Улицы
- Центральная кл.
- Звезды ул.

## Топографические карты
- Лист карты O-40-91 Усть-кишерть. Масштаб: 1 : 100 000. Состояние местности на 1980 год. Издание 1987 г.